# Музыкальный фильм (альбом)
«Музыкальный фильм» — четвёртый студийный альбом группы «Чичерина», вышедший в феврале 2006 года.

## Об альбоме
Особенностью альбома является то, что каждый вошедший в него трек был экранизирован. Подборка любительских видеоклипов вышла на отдельном DVD-диске. По словам Чичерины, идея такого релиза пришла к ней спонтанно. Съёмки и монтаж осуществлялись певицей самостоятельно. Процесс создания клипов занял 3 месяца. Музыкальный материал записывался с новой ритм-секцией, пришедшей на смену покинувшим группу со скандалом Саше Бурому и Максу Митенкову.

## Список песен
| №   | Название           | Автор(ы)                      | Длительность |
| --- | ------------------ | ----------------------------- | ------------ |
| 1.  | «Пою»              | Юлия Чичерина                 | 3:15         |
| 2.  | «Час пик»          | Ю. Чичерина                   | 3:15         |
| 3.  | «Облако»           | Ю. Чичерина                   | 4:19         |
| 4.  | «Показалось»       | Ю. Чичерина                   | 3:16         |
| 5.  | «НеЛюбовь»         | Александр «Droff» Александров | 2:56         |
| 6.  | «Едешь»            | А. Александров                | 3:15         |
| 7.  | «Москва—Ленинград» | А. Александров                | 3:52         |
| 8.  | «На войне»         | Ю. Чичерина                   | 3:04         |
| 9.  | «Даром»            | Дмитрий Молодцов              | 2:54         |
| 10. | «Заболела тобой»   | А. Александров                | 3:19         |

| №  | Название                        | Длительность |
| -- | ------------------------------- | ------------ |
| 1. | «Показалось» (реж. Ю. Чичерина) | 3:16         |
| 2. | «Просто пою» (реж. Ю. Чичерина) | 3:18         |
| 3. | «На войне» (реж. Ю. Чичерина)   | 3:07         |